# Niphargus galenae
Niphargus galenae is een vlokreeftensoort uit de familie van de Niphargidae. De wetenschappelijke naam van de soort is voor het eerst geldig gepubliceerd in 1939 door Derzhavin.